# Derecho de familia
Derecho de familia is een Argentijns-Frans-Italiaanse-Spaanse film uit 2006, geschreven en geregisseerd door Daniel Burman. De prent werd geproduceerd door Diego Dubcovsky, José María Morales en Marc Sillam en is een coproductie van Amedeo Pagani.

## Verhaal
De film vertelt het verhaal van Ariel Perelman (Daniel Hendler), die een rustig leventje leidt in de Argentijnse hoofdstad Buenos Aires. Hij is hoogleraar rechten aan de universiteit. De film begint met een lange uitleg over zijn levensloop. Zijn vader Bernardo Perelman (Arturo Goetz) is een populair pleiter, die zijn cliënten op hun werk of in een restaurant ontmoet en die meestal arm zijn. Hij heeft een zwak voor zijn secretaresse (Adriana Aizemberg), nadat zijn echtgenote 15 jaar geleden overleed. Ariel is nog steeds verrast over de energie die zijn vader vertoont. Hij heeft zijn oog laten vallen op Sandra (Julieta Díaz), een aantrekkelijke vrouw, die eveneens lesgeeft aan de universiteit. Er gebeurt niet veel, totdat Sandra juridische problemen krijgt omdat zij Pilates doceert zonder goedkeuring van de firma die de rechten heeft om Pilates te onderwijzen in Argentinië. Ariel (Perelman voor Sandra) vraagt zijn vader om hulp en wint de rechtszaak. Tijdens de rechtszaak wordt Sandra verliefd op de jonge Perelman en trouwen zij. Zij houdt zich een paar jaar bezig met de inrichting van hun woning. Zij krijgen een kind, Gaston (Eloy Burman), een zeer lief jongetje. Sandra begint ook Pilates te onderwijzen in hun appartement. Ariels kantoorgebouw wordt wegens een instorting een maand gesloten en hij heeft een maand vrij. Hij zegt dit echter niet tegen zijn vrouw en brengt de tijd door met zijn vader. De kleuterschool waar Gaston naar school gaat vraagt Ariel om mee te spelen in een toneelstuk en om samen met andere vaders mee te doen aan de zwemlessen. Ariel sputtert eerst tegen, maar doet dan toch mee. De film eindigt met de dood en de begrafenis van zijn vader en een lange beschouwing over Ariel Perelmans als dertigjarige.

## Achtergrond
Derecho de familia maakt deel uit van een drieluik, waarvan de andere twee Esperando al mesías (2000) en El abrazo partido (2004) zijn. Alle drie zijn zij geschreven en geregisseerd door Burman met Daniel Hendler als hoofdrolspeler. De films zijn grotendeels autobiografisch en gaan over het leven van een jonge Jood in het hedendaagse Buenos Aires. Zoals in de film, was Burmans vader advocaat en studeerde hij zelf rechten. Eloy Burman, die de rol speelt van Gastón Perelman, is het zoontje van regisseur Daniel Burman.

## Rolverdeling
- Daniel Hendler als Ariel Perelman
- Arturo Goetz als Bernardo Perelman
- Eloy Burman als Gastón Perelman
- Julieta Díaz als Sandra
- Adriana Aizemberg als Norita
- Jean Pierre Reguerraz als oom Eduardo Perelman
- Dmitry Rodnoy als Germán
- Luis Albornoz als Echechuny
- Darío Lagos als oom Mamuñe
- Damián Dreizik als Damidjian
- Gerardo del Águila als Peruaan

## Verdeling
De film werd voorgesteld op het Internationaal filmfestival van Berlijn op 10 februari, 2006. Hij werd voor het eerst in Argentinië vertoond op 16 maart 2006 op het filmfestival van Mar del Plata. De film werd vertoond op verschillende filmfestivals, waaronder Toulouse, Moskou, Karlsbad, Edinburgh, Helsinki, Chicago en Warschau.

## Prijzen en nominaties
De film won 7 prijzen en werd voor 6 andere genomineerd. Een selectie:
| Jaar | Evenement                      | Categorie                    | Genomineerde       | Resultaat   |
| ---- | ------------------------------ | ---------------------------- | ------------------ | ----------- |
| 2006 | Mar del Plata (21ste editie)   | Gouden Ástor voor beste film | Derecho de familia | Genomineerd |
| 2006 | Mar del Plata (21ste editie)   | Beste Ibero-Amerikaanse film | Derecho de familia | Gewonnen    |
| 2006 | Mar del Plata (21ste editie)   | Publieksprijs                | Derecho de familia | Gewonnen    |
| 2006 | Mar del Plata (21ste editie)   | SIGNIS Prijs                 | Daniel Burman      | Genomineerd |
| 2006 | Premio Sur (1ste editie)       | Beste actrice                | Julieta Díaz       | Genomineerd |
| 2007 | Cóndor de Plata (55ste editie) | Beste film                   | Derecho de familia | Genomineerd |
| 2007 | Cóndor de Plata (55ste editie) | Beste regisseur              | Daniel Burman      | Gewonnen    |
| 2007 | Cóndor de Plata (55ste editie) | Beste acteur                 | Daniel Hendler     | Genomineerd |
| 2007 | Cóndor de Plata (55ste editie) | Beste actrice                | Julieta Diaz       | Genomineerd |
| 2007 | Cóndor de Plata (55ste editie) | Beste mannelijke bijrol      | Arturo Goetz       | Gewonnen    |